# Енн Даллас Дадлі
Анна Даллас Дадлі (при народженні Енні Вілліс Даллас; нар. 13 листопада 1876, Нашвілл, США — пом. 13 вересня 1955, Бель-Мід, Теннессі, США) — американська суфражистка. Після заснування Нашвілльської ліги за рівне виборче право Дадлі була спочатку президенткою Асоціації рівних виборчих прав штату Теннессі, а потім — третьою віцепрезиденткою Національної асоціації виборчих прав жінок Америки. Працюючи в Національній асоціації, сприяла зусиллям з ратифікації 19-ї поправки до Конституції США, яка надає жінкам право голосу по всій країні. Особливо відома її успішна робота з ратифікації 19-ї поправки у рідному штаті Теннессі, останньому, чия підтримка була необхідна для набуття чинності поправки.

## Ранні роки
Енн Вілліс Даллас народилася в 1876 році в Нашвіллі, штат Теннессі (США) у родині вищого соціального класу. Її батько, Треваніон Б. Даллас, переїхав до Нашвілла в 1869 році й став підприємцем у текстильній індустрії. Її дід, Александр Даллас, служив командором ВМС США, а його брат Джордж Міффлін Даллас був віцепрезидентом США в 1845—1849 роках при 11-му Президентові США Джеймсі Ноксу Полку.
Енні Даллас здобула освіту в Семінарії Ворда (англ. Ward's Seminary) та в Коледжі Прайс для юних леді (англ. Price's College for Young Ladies), обидва розташовані в Нашвіллі. 1902 року на церемонії в  Кафедральному соборі церкви Христової вона одружилася з Гілфордом Дадлі (1854—1954), банкіром та страховим брокером. У шлюбі народила трьох дітей: Іда Даллас Дадлі (1903—1904), яка померла в дитинстві, Треванія Даллас Дадлі (1905—1924) та Гілфорд Дадлі-молодший (1907—2002). Гілфорд Дадлі-молодший став відомим дипломатом, був послом США у Данії за часів президентства Річарда Ніксона.

## Суфражизм

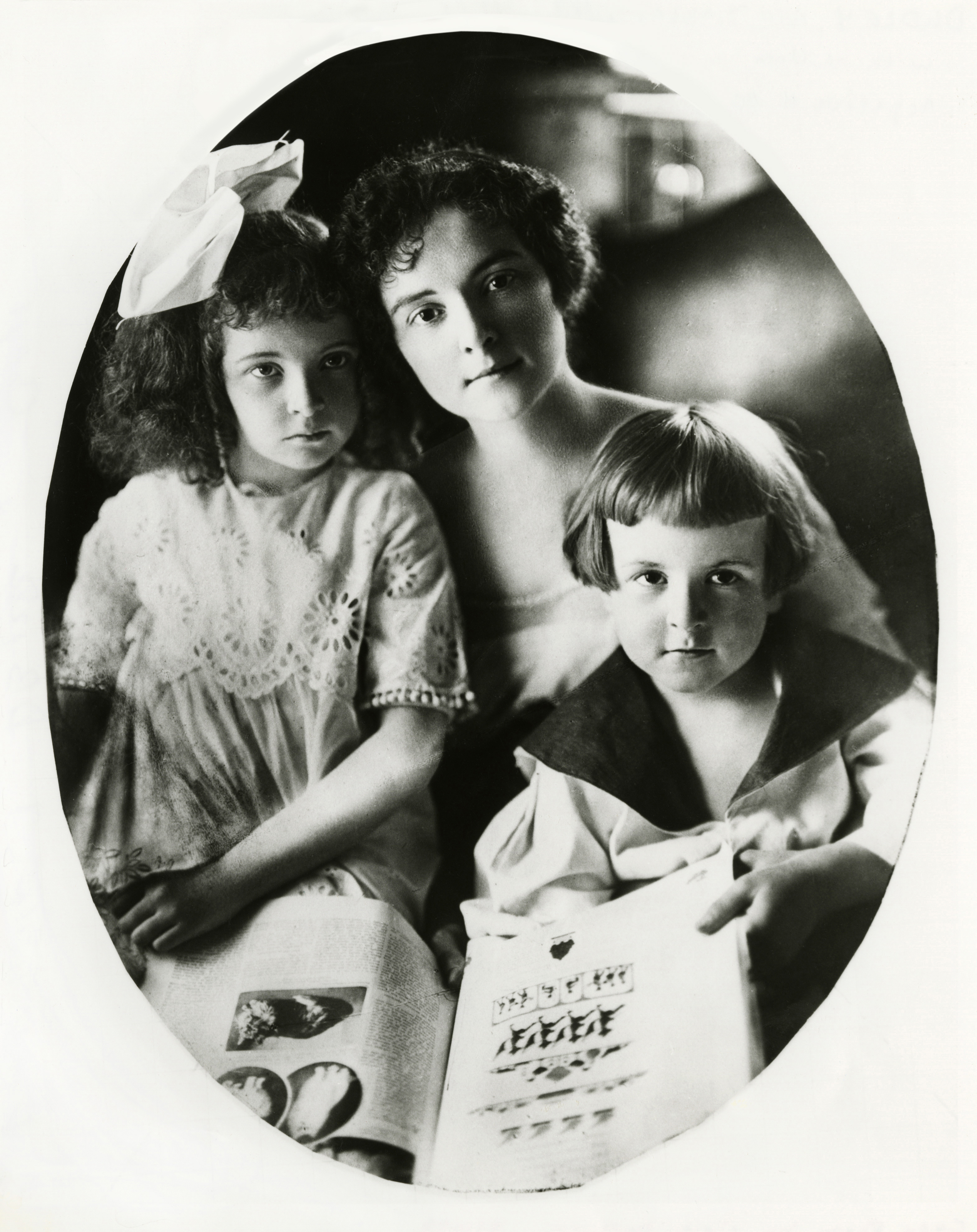
Ця світлина Енн Дадлі з дітьми широко розповсюджувалась разом із суфражистськими публіцистичними матеріалами, щоб протистояти міфам про суфражисток як чоловікоподібних радикалок

Через кілька років після одруження Анна Даллас Дадлі приєдналася до товариства тверезості як прихильниця заборони алкоголю. Завдяки своїй роботі в товаристві тверезості та знайомству з такими членами товариства, як Марія Девіс та Іда Клайд Кларк, Дадлі дійшла висновку, що покращити становище жінок у суспільстві можна лише шляхом надання жінкам права голосу. Однак на той час більшість суспільства виступала проти участі жінок у політичному процесові.
— Енн Даллас Дадлі, 1913 рік
У вересні 1911 року Дадлі, Девіс, Кларк та кілька інших жінок зустрілися в задньому залі готелю «Тулейн» і заснували Нашвілльську лігу за рівне виборче право — організацію, покликану забезпечити підтримку жіночого виборчого права на місцях, при цьому «тихо і серйозно уникаючи войовничих методів». Дадлі була обрана першою очільницею організації. Під час її президентства Ліга організовувала гігантські першотравневі паради на підтримку виборчого права, зазвичай очолювані Дадлі та її дітьми. Дадлі також сприяла проведенню в Нашвіллі в 1914 році Національної конференції з виборчого права. У той час це була одна з найбільших конференцій, що коли-небудь проводилися в місті.
1915 року, після чотирьох років на посаді президента місцевої ліги, Дадлі була обрана головою Асоціації рівного виборчого права штату Теннессі. У цей час вона допомагала вносити та лобіювати до Конституції штату поправку щодо розширення виборчого права. Хоча ця поправка і була відхилена, пізніше в 1919 році законодавчі збори штату ухвалили рішення про надання жінкам права голосу на президентських і муніципальних виборах.
1917 року Дадлі стала третьою віцепрезиденткою Національної асоціації виборчих прав жінок Америки. На цій посаді вона здійснила значний внесок у вдосконалення законодавства з питань виборчого права жінок. 1920 року Дадлі разом з Кетрін Телті Кенні та Еббі Кроуфорд Мілтон очолила кампанію із затвердження ратифікації Дев'ятнадцятої поправки до Конституції США в штаті Теннессі. 18 серпня Теннессі став 36-м і вирішальним штатом, який ратифікував поправку, що дало жінкам право голосу на всій території країни.

## Пізні роки

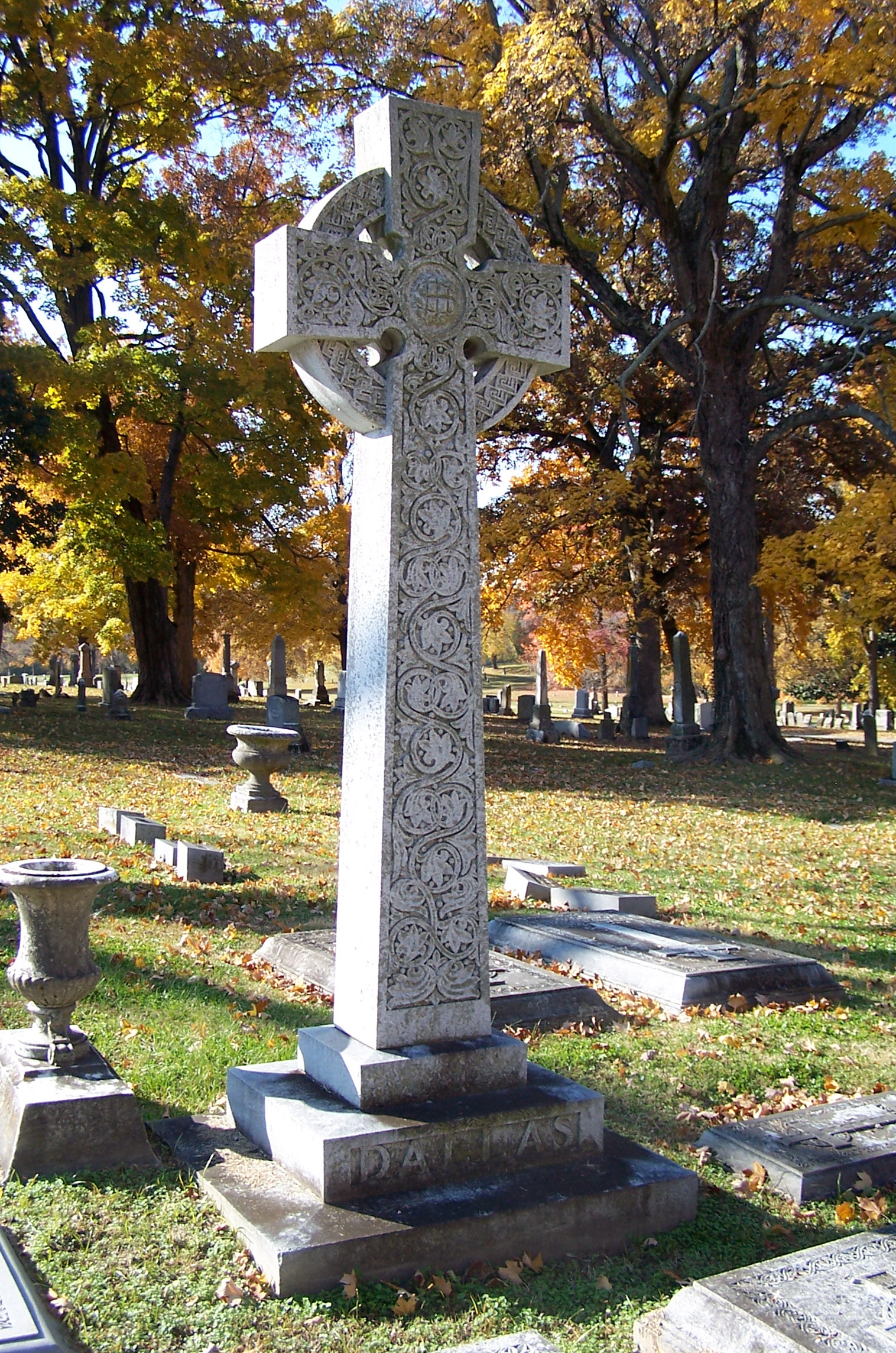
Кельтський хрест, що стоїть у центрі сімейного поховання Далласів.

Після успіху руху за виборче право Дадлі стала першою жінкою-асоційованою головою Демократичного комітету штату Теннессі. 1920 року вона також була обрана першою жінкою-делегаткою, яка мала брати участь у Національному з'їзді Демократичної партії. Участь Дадлі в політиці значно знизилася в наступні роки, і протягом життя її зусилля були зосереджені на цивільних і благодійних цілях. Під час Другої світової війни вона була активною працівницею Американського Червоного Хреста, а потім головою правління Асоціації зі збереження старожитностей штату Теннессі.
Енн Даллас Дадлі раптово померла 13 вересня 1955 року від коронарної оклюзії у своєму будинку в Бель-Міді, штат Теннессі на 79-му році життя. Вона похована разом зі своєю родиною на цвинтарі Mount Olivet Cemetery у Нашвіллі.

## Ушанування пам'яті
Пам'ять про Енн Даллас Дадлі зберігається у різних витворах мистецтва. Дадлі представлена разом з Ліззі Кроз'є Френч з Ноксвілля та Елізабет Ейвері Мерівезер з Мемфіса на  Меморіалі виборчого права жінок штату Теннессі в Ноксвіллі, штат Теннессі. Також вона зображена на груповому портреті «Гордість Теннессі» (англ. The Pride of Tennessee) разом із десятьма іншими відомими городянами. Портрет присвячений двохсотріччю штату і вивішений у Капітолії штату Теннессі. Їй також присвячена історичний маркер у Нашвілльському парку століття, на якому написано про її роль у ратифікації 19-ї поправки. В 1995 році Дадлі була включена до Національної зали слави жінок.
Багатоквартирний будинок, збудований у 2015 році на Еллістон Плейс у Нашвіллі, був названий «Даллас» (англ. The Dallas) на її честь. 26 серпня 2016 року в парку століття у Нашвіллі в рамках Дня рівності жінок було відкрито пам'ятник роботи Алана Леквайра, на якому зображені Енн Даллас Дадлі, Керрі Чепмен Кетт, Еббі Кроуфорд Мілтон, Джун Френкі Пірс та Сью Шелтон Вайт. 2017 року Капітолійський бульвар (англ. Capitol Boulevard) у центрі Нашвілла був перейменований на бульвар Анни Даллас Дадлі (англ. Anne Dallas Dudley Boulevard).